# Úreas

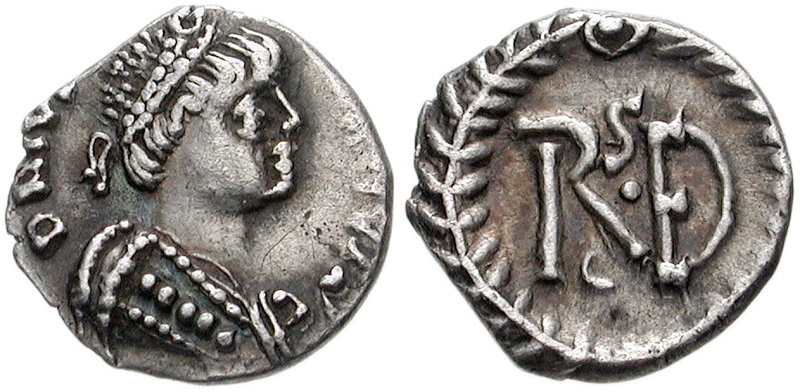
1/4 de síliqua de Vitige r.

Úreas (em grego: Ουραιας; romaniz.: Ouraias; m. 541) foi um oficial godo do século VI, ativo no Reino Ostrogótico durante o reinado de seu tio, o rei Vitige (r. 541–552). Se sabe que foi casado com uma dama gótica extremamente rica, mas seu nome é incerto. Sua primeira menção ocorreu entre 538 e começo de 539, quando liderou o Cerco de Mediolano (atual Milão). Em decorrência de sua vitória, conseguiu assegurar a cidade e toda a Ligúria para os godos.
Em 539, Úreas foi convocado por Vitige para aliviar Áuximo. Marchou a partir de Ticino, mas foi impedido de prosseguir em Dertona por um exército bizantino liderado pelos generais João, o Glutão e Martinho. Mais tarde no mesmo ano, pensou em aliviar Ravena do cerco bizantino, mas a perda da Ligúria para o exército imperial provocou a deserção generalizada em suas fileiras, obrigando-o a permanecer inativo.
Em 540, quando Belisário preparou-se para deixar a Itália após capturar Ravena, os godos ofereceram a coroa para Úreas, que a recusou em detrimento de seu candidato Ildibaldo (r. 540–541). Segundo Procópio e Conde Marcelino, os godos que habitavam ao norte do rio Pó rebelaram-se contra o império sob liderança de ambos no mesmo ano. Em 541, Úreas e Ildibaldo brigaram entre si, aparentemente devido a uma disputa entre suas esposas, e Úreas foi assassinado; Procópio relatou que Ildibaldo alegou que Úreas pretendia desertar para os bizantinos.